# XIV Spadochronowe Mistrzostwa Polski w Akrobacji Zespołowej RW-4 Ostrów Wielkopolski 2006
XIV Spadochronowe Mistrzostwa Polski w Akrobacji Zespołowej RW-4 Ostrów Wielkopolski 2006 – odbyły się 1–3 września 2006 na lotnisku Ostrów Wielkopolski-Michałków. Gospodarzem Mistrzostw był Aeroklub Ostrowski i Pyrlandia Boogie, a organizatorem Aeroklub Ostrowski, Pyrlandia Boogie i Aeroklub Polski. Do dyspozycji skoczków był samolot Let L-410 Turbolet. Skoki wykonywano z wysokości 3 050 metrów (10 000 stóp) i opóźnieniem 35 sekund. Wykonano 8 kolejek skoków i 1 finałowa.

## Rozegrane kategorie
Zawody rozegrano w jednej kategorii:
- Akrobacja zespołowa RW-4.

## Kierownictwo Mistrzostw
- Sędzia Główny Mistrzostw – Ryszard Koczorowski.

Źródło: 

## Medaliści
Medalistów XIV Spadochronowych Mistrzostw Polski w Akrobacji Zespołowej RW-4 Ostrów Wielkopolski 2006 podano za: Lidia Kosk: Wyniki Mistrzostw Polski w Formation Skydiving, lata 1989–2014. [dostęp 2021-02-08]. (pol.).
| Konkurencja              | Złoto                         | Srebro                       | Brąz   |
| Akrobacja zespołowa RW-4 | Un4Given Piotrków Trybunalski | OSSWR Bydgoszcz WKS Skrzydło | QATRON |

## Wylosowane zestawy figur
Wylosowane zestawy figur XIV Spadochronowych Mistrzostw Polski w Akrobacji Zespołowej RW-4 Ostrów Wielkopolski 2006 podano za: Jan Isielenis, Archiwum Sekcji Spadochronowej Aeroklubu Gliwickiego, 2006. Brak numerów stron w książce
- I kolejka G – 1 – 6)
- II kolejka (N – 10 – F – C)
- III kolejka (21 – 8 – 12)
- IV kolejka (18 – M – 22)
- V kolejka (13 – 14 – H)
- VI kolejka (20 – E – 7)
- VII kolejka (17 – K – O – 3)
- VIII kolejka (J – 18 – 8)
- Finał (L – Q – A – 9).

## Wyniki
Wyniki Uczestników XIV Spadochronowych Mistrzostw Polski w Akrobacji Zespołowej RW-4 Ostrów Wielkopolski 2006 podano za: Jan Isielenis, Archiwum Sekcji Spadochronowej Aeroklubu Gliwickiego, 2006. Brak numerów stron w książce
W zawodach brało udział 20 zawodników  reprezentujących 4 zespoły.
| Klasyfikacja – Akrobacja zespołowa RW-4 | Klasyfikacja – Akrobacja zespołowa RW-4                                                                                              | Klasyfikacja – Akrobacja zespołowa RW-4 | Klasyfikacja – Akrobacja zespołowa RW-4 | Klasyfikacja – Akrobacja zespołowa RW-4 | Klasyfikacja – Akrobacja zespołowa RW-4 | Klasyfikacja – Akrobacja zespołowa RW-4 | Klasyfikacja – Akrobacja zespołowa RW-4 | Klasyfikacja – Akrobacja zespołowa RW-4 | Klasyfikacja – Akrobacja zespołowa RW-4 | Klasyfikacja – Akrobacja zespołowa RW-4 | Klasyfikacja – Akrobacja zespołowa RW-4 | Klasyfikacja – Akrobacja zespołowa RW-4 |
| --------------------------------------- | --- | --------------------------------------- | --------------------------------------- | --------------------------------------- | --------------------------------------- | --------------------------------------- | --------------------------------------- | --------------------------------------- | --------------------------------------- | --------------------------------------- | --------------------------------------- | --------------------------------------- |
| Miejsce                                 | Drużyna | Kolejka                                 | Kolejka                                 | Kolejka                                 | Kolejka                                 | Kolejka                                 | Kolejka                                 | Kolejka                                 | Kolejka                                 | Kolejka                                 | Razem                                   |                                         |
| Miejsce                                 | Drużyna | I                                       | II                                      | II                                      | IV                                      | V                                       | VI                                      | VII                                     | VIII                                    | Finał                                   | Razem                                   |                                         |
| 1                                       | Un4Given Piotrków Trybunalski Marek Nowakowski, Dariusz Filipowski, Sebastian Dratwa, Bartosz Staśkiewicz, Dawid Wiśniewski (kamera) | 12                                      | 10                                      | 11                                      | 10                                      | 5                                       | 14                                      | 9                                       | 8                                       | 16                                      | 95                                      |                                         |
| 2                                       | OSSWR Bydgoszcz WKS Skrzydło Piotr Augustyniak, Sławomir Bednarski, Maciej Lamentowicz, Piotr Błażewicz, Mirosław Wojtania (kamera)  | 7                                       | 8                                       | 9                                       | 8                                       | 7                                       | 9                                       | 5                                       | 8                                       | 10                                      | 71                                      |                                         |
| 3                                       | QATRON Maciej Węgrzecki, Maciej Traczewski, Maciej Machowicz, Jarosław Szot, Piotr Biskupski (kamera)                                | 5                                       | 10                                      | 7                                       | 7                                       | 7                                       | 8                                       | 10                                      | 7                                       | 9                                       | 70                                      |                                         |
| 4                                       | DRIM TIM Aeroklub Gliwicki Ziemowit Nowak, Krzysztof Szawerna, Zbigniew Izbicki, Tomasz Kurczyna, Szymon Szpitalny (kamera)          | 5                                       | 5                                       | 4                                       | 5                                       | 3                                       | 3                                       | 4                                       | 5                                       | –                                       | 34                                      |                                         |